# Łahodów (rejon złoczowski)
Łahodów (ukr. Лагодів) – wieś w rejonie złoczowskim obwodu lwowskiego. 
W II Rzeczypospolitej miejscowość należała do gminy wiejskiej Koniuszków w powiecie brodzkim województwa tarnopolskiego. Wieś liczy 263 mieszkańców. Pierwsze wzmianki o wsi pochodzą z 600 r. W okolicach wsi znajduje się Łahodowski staw znany w XVI-XVII w.
Do 2020 w rejonie brodzkim. 

## Zabytki
- jednopiętrowy dwór w Łahodowie wybudowany w XVIII w. przez Tarnowskich[2]